# 나가오카텐진역
나가오카텐진역(일본어: 長岡天神駅, ながおかてんじんえき)은 일본 교토부 나가오카쿄시에 있는 한큐 전철 교토 본선의 역이다. 역 번호는 HK-77이다.

## 역사
- 1928년 11월 1일: 신케이한 철도 다카쓰키초(현, 다카쓰키시 역) ~ 교토사이인 역(현, 사이인 역) 구간 연장과 동시에 개업.
- 1930년 9월 15일: 회사 합병으로 게이한 전기철도 신케이한 선의 역이 됨.
- 1943년 10월 1일: 회사 합병으로 게이한신 급행전철(현, 한큐 전철)의 역이 됨.
- 1949년 12월 1일: 신케이한 선이 교토 본선으로 노선명이 변경되어 당 노선이 됨.
- 1979년 3월 5일: 모든 급행(현, 쾌속 급행)이 정차하게 됨(러시아워의 급행 정차).
- 2001년 3월 24일: 특급 정차역이 됨.
- 2007년 3월 17일: 통근 특급 정차역이 됨.

## 역 구조
섬식 승강장 2면 4선의 대피 설비를 갖춘 지상역에서 한큐 전철 최초의 교상 역사를 가지고 있다. 출입구는 동서 양측에 있다. 동쪽 출입구에는 상하 에스컬레이터가 설치되어 있지만 서쪽은 상행 에스컬레이터만 설치되어 있다. 엘리베이터는 동서 양쪽의 출입문에 설치되어 있다. 개찰구는 1개소 뿐이다.
예전에는 통과 열차도 많았지만, 현행 다이아에서는 주말에만 운행되는 쾌속 특급을 제외한 모든 정기 여객 열차가 정차한다. 역 북쪽에 건늠선이 있고 2013년 12월 20일까지 평일 아침과 주말 밤에는 가와라마치 방면과의 종착 열차가 설정되어 있었다. 또한, 새벽 시간대에 우메다 방면으로 평일은 본 역 시발의 쾌속이 2개 설정되어 있다.

### 승강장
| 번호 | 노선        | 방향 | 행선                                                               |
| ---- | ----------- | ---- | ------------------------------------------------------------------ |
| 1・2 | ■ 교토 본선 | 상행 | 가쓰라・아라시야마・가라스마・교토 방면                            |
| 3・4 | ■ 교토 본선 | 하행 | 오사카 (우메다)・아와지・덴가차야・기타센리・고베・다카라즈카 방면 |

## 역 주변
나가오카쿄 시의 지하철 역이지만, 나가오카쿄의 중심이었던 대극전이나 안감 흔적에는 옆의 무코 시내에 있는 니시무코 역이 가깝다.
- 나가오카텐만구
- 나가오카쿄 시청
- 나가오카쿄 시 도서관
- 오토쿠니 소방 조합 나가오카쿄 소방서
- 교토 부 나가오카쿄 기념 문화 회관
- 제생회 교토 부 병원
- 나가오카 가이다 우체국
- 나가오카쿄 덴진 우체국
- 세이유 나가오카점
- 이즈미야 나가오카점
- 서일본여객철도(JR 서일본) 나가오카쿄역

## 사진

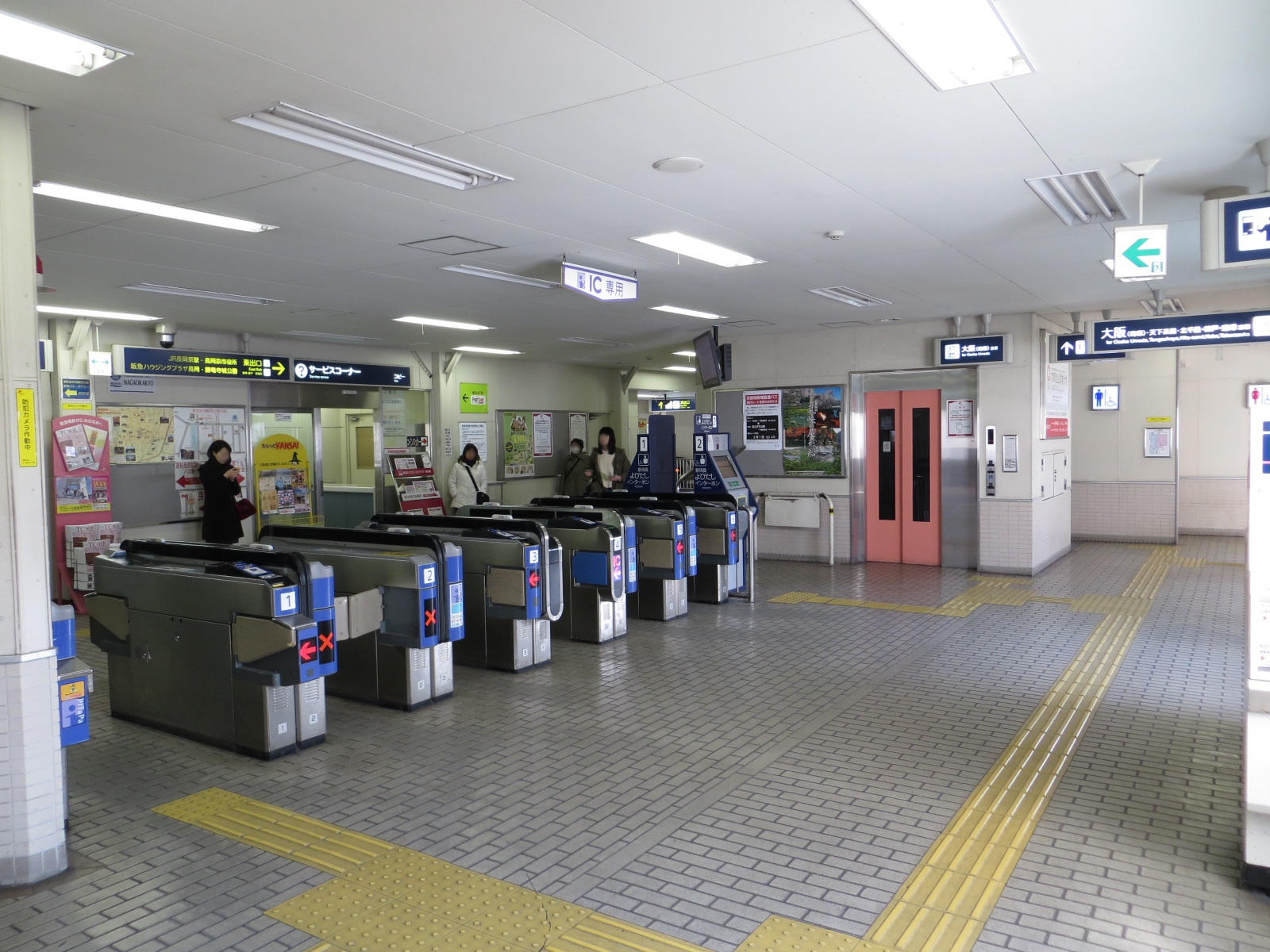
개찰구
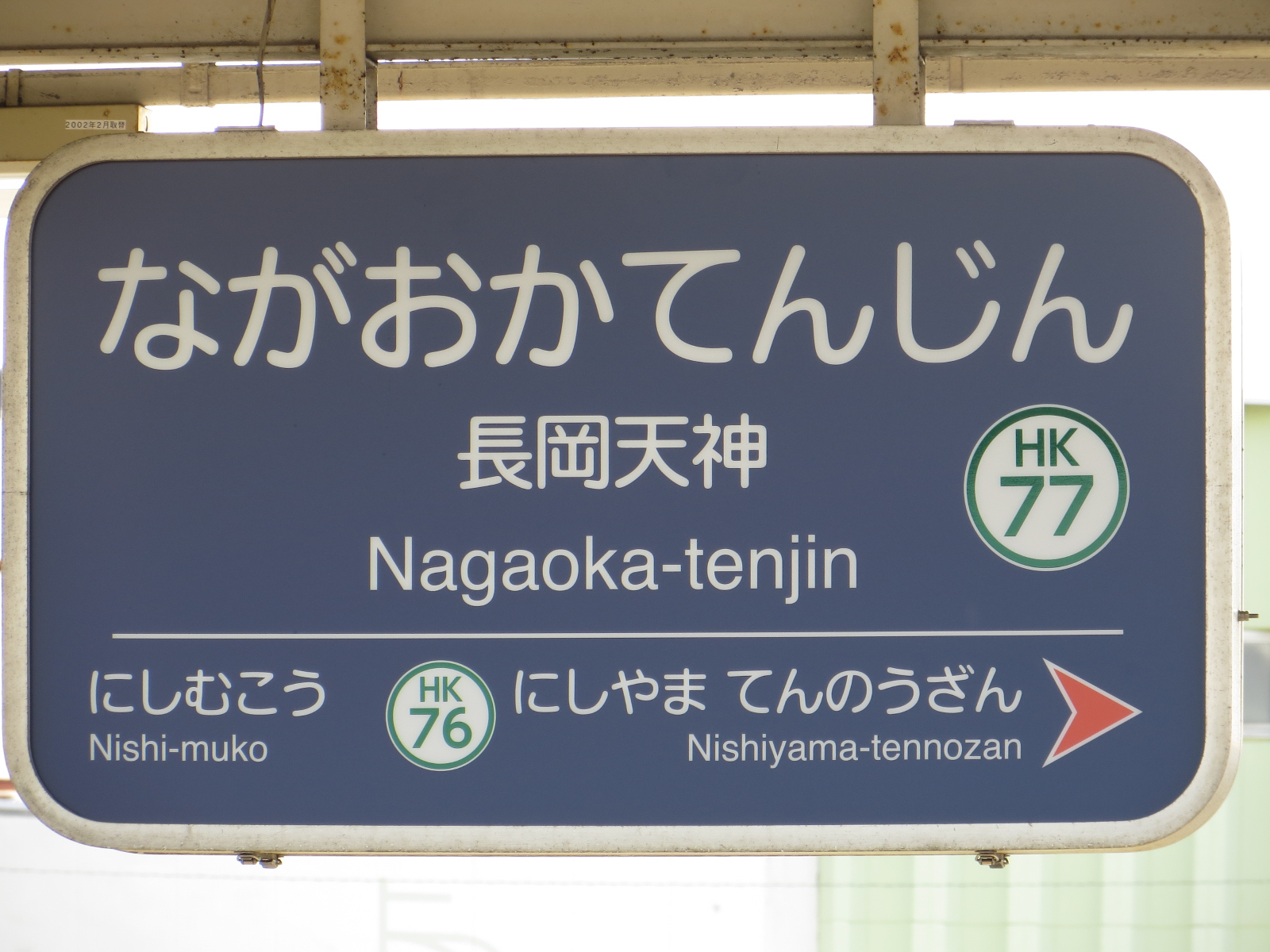
역명판

## 인접역
| 한큐 전철 ■ 교토 본선            | 한큐 전철 ■ 교토 본선               | 한큐 전철 ■ 교토 본선          |
| -------------------------------- | ----------------------------------- | ------------------------------ |
| HK-72 다카쓰키시 우메다 방면     | ■ 특급 ■ 통근특급 ■ 쾌속급행 ■ 쾌속 | 가쓰라 HK-81 가와라마치 방면   |
| HK-76 니시야마텐노잔 우메다 방면 | ■ 준급 ■ 보통                       | 니시무코 HK-78 가와라마치 방면 |